# روب إيمرسون
روب إيمرسون (بالإنجليزية: Rob Emerson) هو لاعب كاراتيه أمريكي، ولد في 30 يوليو 1981 في شاطئ نيوبورت في الولايات المتحدة.

## وصلات خارجية
- روب إيمرسون على موقع يو إف سي (الإنجليزية)
- روب إيمرسون على موقع بيلاتور (الإنجليزية)
- روب إيمرسون على موقع شيردوغ (الإنجليزية)
- روب إيمرسون على موقع IMDb (الإنجليزية)
- روب إيمرسون على موقع قاعدة بيانات الفيلم (الإنجليزية)